# الاتفاقية الدولية لمعايير التدريب والإجازة والخفارة للملاحين
الاتفاقية الدولية لمعايير التدريب والإجازة والخفارة للملاحين لعام 1978 وهي عبارة عن مجموعات تأهل للربابنة والضباط ومشاهدة العاملين على السفن البحرية التجارية. اعتمدت الاتفاقية في عام 1978 من قبل مؤتمر المنظمة البحرية الدولية في لندن ودخلت حيز التنفيذ في عام 1984. الاتفاقية تم تعديلها بشكل كبير في عام 1995.
كانت الاتفاقية عام 1978 أول من وضع شروط أساسية على التدريب والإجازة والخفارة للبحارة على المستوى الدولي. سابقا تم إنشاء معايير التدريب والإجازة والخفارة للضباط ودرجات التقييم من قبل الحكومات الفردية وعادة من دون الإشارة إلى الممارسات في بلدان أخرى. نتيجة لذلك فإن المعايير والإجراءات تختلف على نطاق واسع.
الاتفاقية تنص على المعايير الدنيا المتصلة بالتدريب والإجازة والخفارة للملاحين الدوليين التي تلتزم التلبية.
إن الاتفاقية لن تتعامل مع مستويات يحرسون: تغطي المنظمة البحرية الدولية الأحكام في هذا المجال من خلال تنظيم 14 من الفصل الخامس من الاتفاقية الدولية لسلامة الأرواح في البحار (سولاس) عام 1974 الذين تدعمهم قرار أ.890 متطلبات (21) مبادئ التطقيم الآمن الذي اعتمدته جمعية المنظمة البحرية الدولية في عام 1999 الذي حل محل قرار سابق أ.481 (6) الذي اعتمد في عام 1981.
من السمات الهامة للاتفاقية هو أنه ينطبق على السفن من الدول غير الأطراف عند زيارة موانئ الدول الأطراف في الاتفاقية. تقضي المادة X الأطراف على تطبيق تدابير الرقابة على السفن من كل الأعلام بالقدر اللازم لضمان أن لا يتم منح أي معاملة أفضل للسفن التي يحق لها رفع علم دولة ليست طرفا من يعطى للسفن التي يحق لها رفع علم الدولة التي هو طرف فيها.
الصعوبات التي يمكن أن تنشأ لسفن الدول التي ليست أطرافا في الاتفاقية هي أحد الأسباب التي جعلت الاتفاقية تحظى بقبول واسع. بحلول عام 2014 كان فقد صدق على الاتفاقية 158 دولة.